# La Chapelle-Fortin
La Chapelle-Fortin is een gemeente in het Franse departement Eure-et-Loir (regio Centre-Val de Loire) en telt 166 inwoners (2005). De plaats maakt deel uit van het arrondissement Dreux.

## Geografie
De oppervlakte van La Chapelle-Fortin bedraagt 13,9 km², de bevolkingsdichtheid is 11,9 inwoners per km².
De onderstaande kaart toont de ligging van La Chapelle-Fortin met de belangrijkste infrastructuur en aangrenzende gemeenten.

## Demografie
Onderstaande figuur toont het verloop van het inwonertal (bron: INSEE-tellingen).